# Václav Hlavatý
Václav Hlavatý (Louny, 27 de janeiro de 1894 – Bloomington, Indiana, 11 de janeiro de 1969) foi um matemático tcheco-estadunidense, que publicou trabalhos sobre a teoria da relatividade e teve extensa correspondência com Albert Einstein sobre o assunto. Em particular, Hlavatý resolveu algumas equações difíceis relacionadas com a teoria do campo unificado de Einstein, que foi apresentado nos meios de comunicação como uma das grandes realizações científicas de 1953. Einstein mesmo disse que se alguém poderia resolver as equações, este seria Professor Hlavatý, como realmente aconteceu.
Hlavatý nasceu em Louny, Reino da Boêmia (atualmente na República Tcheca) e morreu em Bloomington, Indiana. Obteve um doutorado em 1921 na Universidade Carolina em Praga e durante a Segunda Guerra Mundial participou do Levante de Praga, mas sua carreira acadêmica foi principalmente na Universidade de Indiana, na qual começou a trabalhar em 1948. Um livro especial de ensaios matemáticos foi publicado em sua comemoração.
Foi palestrante convidado do Congresso Internacional de Matemáticos em Bolonha (1928) e em Oslo (1936).
Em 1931 casou com Olga Neumannova, e tiveram uma filha, Olga.

## Publicações selecionadas

### Artigos
- Hlavatý, V (1952). «The Elementary Basic Principles of the Unified Theory of Relativity». Proceedings of the National Academy of Sciences of the United States of America. 38 (3): 243–247. PMC 1063539. PMID 16589086. doi:10.1073/pnas.38.3.243
- Hlavatý, V (1952). «The Einstein Connection of the Unified Theory of Relativity». Proceedings of the National Academy of Sciences of the United States of America. 38 (5): 415–419. PMC 1063575. PMID 16589114. doi:10.1073/pnas.38.5.415
- Hlavatý, V (1952). «The Schrödinger Final Affine Field Laws». Proceedings of the National Academy of Sciences of the United States of America. 38 (12): 1052–1058. PMC 1063709. PMID 16589224. doi:10.1073/pnas.38.12.1052
- Hlavatý, V (1953). «The Spinor Connection in the Unified Einstein Theory of Relativity» (PDF). Proceedings of the National Academy of Sciences of the United States of America. 39 (6): 501–506. PMC 1063813. PMID 16589296. doi:10.1073/pnas.39.6.501
- Hlavatý, V (1953). «Connections Between Einstein's Two Unified Theories of Relativity» (PDF). Proceedings of the National Academy of Sciences of the United States of America. 39 (6): 507–510. PMC 1063814. PMID 16589297. doi:10.1073/pnas.39.6.507

### Livros
- Hlavatý, V. (1939). Differentialgeometrie der Kurven und Flächen und Tensorrechnung. Groningen: Noordhoff[7]
- Hlavatý, V. (1953). Differential line geometry. Traduzido por H. Levy. Groningen: Noordhoff[8]
- Hlavatý, V. (1957). Geometry of Einstein’s Unified Field Theory. [S.l.]: Groningen: Noordhoff  Reprinted as ISBN 978-1-178-77017-9.